# Шан Цзун (Mortal Kombat)
Шан Цзун «Шанґ Цунґ» (кит.: 尚宗; піньїнь: Shàng Zōng; Вейд-Джайлз: Shang4 Tsung1) — персонаж серії Mortal Kombat, який дебютував в першій грі серії в якості фінального боса.

## Біографія
Віроломний чаклун Шанг Цунг, вміє поглинати душі своїх жертв, був господарем останніх дев'яти турнірів Смертельна Битва, в яких він всіляко підтасовував результати на користь свого господаря. Шанг Цунг родився в Земному Царстві. Його магічні здібності привели до відкриття їм Зовнішнього Світу. Там він став союзником імператора Шао Кана, і поклявся своїм життям перед ним в обмін на силу. Тепер він прив'язаний до імператора могутньою темною магією. Століттями він слухняно виконував вказівки Шао Кана. Якщо він провалить місію по захопленню Землі, його чекає гнів імператора.
Нарешті, останнім представником Земного Царства на турнірі залишився Лю Кан. Шанг Цунг що сили намагався зупинити його неминуче просування по турнірних сходах, але Лю Кан зміг перемогти всіх своїх опонентів. Зрештою, прийшла черга битися з принцом Шокану Горо, який був чемпіоном турніру протягом останніх 500 років. Лю Канг зміг перемогти могутнього монстра і Шанг Цунга довелося особисто стати його противником. Це був його останній шанс на успіх. Лю Кан здолав чаклуна і змусив його визнати його поразку. Зганьблений Шанг Цунг покинув острів разом зі своїми союзниками, залишивши земних воїнів святкувати перемогу.

## Спецприйоми та добивання
Перетворення: Шанг Цунг тимчасово приймає вигляд іншого персонажа, отримуючи доступ до всіх його спецприйоми та добивання. (MK, MKII, MK3, UMK3, MKT, MKDA, MKSM, MK 2011,МК11)
Виверження вулкана: Шанг Цунг закликає три вогненних черепа, які вилітають з-під землі. (MK3, UMK3, MKT, MKSM, MK 2011, МК11)
Таємнича магія: Шанг Цунг оточує себе зеленої аурою і підбігає до супротивника. Перед тим як опинитися впритул до ворога він зникає і з'являється за спиною в опонента, роблячи підкат. (MKA)
Гаряча втеча: Шанг Цунг провалюється під землю і вискакує з-під землі, під тим місцем, де стоїть його ворог. (MKvsDC)
Вогняний череп: Шанг Цунг посилає вогняну кулю у формі черепа у свого супротивника. (MK, MKII, MK3, UMK3, MKT, MKSM, MKvsDC, MK (2011), МК11)
Град з трупів: Шанг Цунг чаклує за допомогою сувою, і зверху падає тіло. (МК11)

### Добивання
Твоя душа належить мені: Шанг Цунг витягує душу зі свого супротивника, потім завдає потужного удару коліном в підборіддя ворогові. (МК (2011)
Викрадач душ: Шанг Цунг хапає противника за шию і витягує з нього душу, залишає від противника висохле тіло.
Одержимість: Шанг Цунг входить в тіло супротивника і підриває його зсередини. (MKII)

## Поява в інших медіа

### Телебачення
Шан Цунг з'являється в серіалі Смертельна битва: Завоювання. У першому епізоді серіалу в фінальному поєдинку на турнірі Смертельна Битва його перемагає Кунг Лао. За його провал Шао Кан засилає Шанг Цунг в кобальтові копальні, де той перебуває більшу частину сезону. Завдяки тому, що він родом із Землі, кобальт не забирає сили у Шанг Цунг і він періодично збігає з місця свого ув'язнення. Протягом усього серіалу чаклун виношує плани щодо усунення Кунг Лао. Роль Шанг Цунг в цьому серіалі виконав Брюс Лок.
Шанг Цунг також з'являється в анімаційному серіалі Смертельна битва: Захисники Землі. Після поразки від Лю Кана, Тіньові Жерці Шао Кана знаходять останки Шанг Цунга та оживляють його. Повернувшись до життя, Шанг Цунг знову стає слугою Шао Кана, якого він зневажає і намагається знайти спосіб помститися молодому шаолінському ченцеві за свою загибель. Для виконання своїх задумів він отримав Сферу — містичний артефакт, який дозволив Шанг Цунг маніпулювати силами Землі і навіть позбавити Райдена його божественних сил. Шанг Цзунга в цьому серіалі озвучив Ніл Росс.
Також Шанг Цунг з'являється в анімаційній стрічці Смертельна битва: Подорож починається. Він виконує роль головного лиходія, в підпорядкуванні у якого знаходяться орди таркатанів.

### Фільми
Шанг Цунг з'являється в першому фільмі Смертельна битва в якості головного лиходія. Крім використання своїх здібностей до перетворення, Шанг Цунг дуже часто застосовував залякування і різні хитрощі, щоб домогтися бажаного результату. В кінці фільму Лю Кан скидає Шанг Цунг на шипи й той гине. Роль Шанг Цунга виконав Кері-Хіроюкі Тагава.
Шанг Цунг з'являється в другому фільмі Смертельна битва: Винищення під час невеликого флешбека з першого фільму.
У короткометражному фільмі Смертельна битва: Переродження Шанг Цзунг з'являється тільки на фотографії, яку показує Джекс Ханзо Хасаші. Про нього сказано лише те, що він є організатором підпільного турніру, а також те, що він найняв Рептилію і Бараку для участі в ньому. Його роль виконав Джеймс Лью.
Шанг Цунг з'являється у фільмі «Смертельна битва» (2021) у виконанні Чина Хана . Дізнавшись про пророцтво, яке позбавить Зовнішній світ вирішальної перемоги в турнірі «Смертельна битва», Шанг Цунг відправляє своїх воїнів вбити чемпіонів Земного царства до того, як вони переможуть. Хоча вони зазнають поразки, Шанг Цунг погрожує помстою.

### Комікси
Шанг Цунг з'являється в обох офіційних коміксах від Midway. У першому розповідається від його поразки від Великого Кунг Лао, в другому Шан Цунг пропонує Шао Кану план який дозволив би заманити земних воїнів в пастку у Зовнішньому Світі, а пізніше очолює атаку воїнів Зовнішнього Світу на студію в Лос-Анджелесі, де знаходиться Джонні Кейдж.

## Рецепція
Персонаж був зустрінутий позитивною критикою. Шан Цун посів 17-те місце у списку найкращих злих натхненників усіх часів за версією GameDaily 2009 року, в якому відзначався його стиль нападу та цілі, а також зазначалося, що він є «одним збоченим виродком» . Того ж року GamesRadar включив його до переліку головних лиходіїв, які ніколи не залишаться мертвими. Він також був шостим у списку найбільш незрозумілих лиходіїв відеоігор за версією GamesRadar. GamesRadar також включив його «Фатальність», де він перетворюється на Кінтаро з Mortal Kombat II, в число «десяти найкращих речей у Mortal Kombat». У 2010 році Шан Цунг посів 97 місце у списку найкращих лиходіїв відеоігор за версією IGN, з коментарем, що «враховуючи підступні здібності Шан Цуна та його жорстокі методи, його статус авторитетного лиходія серії є цілком заслуженим.» "Den of Geek зазначив, що хоча він ніколи не виглядав таким загрозливим, як суб-бос Горо, його здібності до перевтілення здивують гравця, а його особистість здивувала аудиторію, зробивши його одним з найкращих босів в історії файтингів. У грі “Game of Death” Девід Черч знайшов в образах Лю Кана та Шан Цунга очевидні відсилки до Лі та Хана з “Увійди в дракона”.
Він також посів третє місце у списку найкращих олдскульних персонажів Mortal Kombat за версією Game Revolution за його здатність перетворюватися на інших бійців під час боїв. Game Rant поставив Шань Цзуна на п'яте місце у списку «найдивовижніших» персонажів Mortal Kombat, високо оцінивши його здатність перетворюватися на інших персонажів і додавши, що «незважаючи на обмежений арсенал унікальних спеціальних атак Шань Цзуна, персонаж все ще надає досвідченим гравцям стильний спосіб знищення супротивників». У 2013 році Complex також включив його перетворення на Кінтаро та його «Очищення душі» в MK3 до найкращих фінальних ходів у серії. Шан Цун також прославився у вступній сцені Deadly Alliance, вбивши героя Лю Кана, що здивувало ігрових журналістів тим, як такий похмурий поворот вплинув на основну розповідь.
Кері Хіроюкі Тагава в образі Шань Цзуна тепер вважається ідеальним зображенням чаклуна. JoBlo.com зазначає, що кожного актора, який виконував цю роль з того часу, порівнювали з Тагавою, коментуючи, що його гра «має всю каденцію і прикрашений стиль, ніби він на Бродвеї, але фізично він тримається так, ніби він просто невимушено викладає закон». «Таґава — це Шан Цун». «Screen Rant» повідомив, що, хоча, на їхню думку, всі основні актори були однаково видатними, Таґава був “найкращим актором у фільмі на думку багатьох” Під час огляду “Спадщини” IGN сказав, що “найбільш вартий уваги кастинг Шан Цун” через те, що Таґава вдався до образу персонажа, особливо з огляду на його вік, незважаючи на відсутність зв'язку з фільмом “Смертельна битва” 1995 року.
Зображення Тагавою Шан Цунга в Mortal Kombat 11: Aftermath було високо оцінене HobbyConsolas за те, що він часто перебуває в центрі уваги в його сценах. The Washington Post похвалила роботу з Шан Цунгом в Mortal Kombat 11 в цілому, зазначивши, що він є більш приємним, ніж вже вражаючий DLC RoboCop через його харизматичний і маніпулятивний характер, коли він працює разом з силами Рейден, щоб отримати владу, якої він бажав. Озираючись назад, на сайті сказано, що «Тагава дав найбільш пам'ятний виступ у фільмі», що ще раз доводить причину, чому сюжетна лінія «Наслідків» є настільки привабливою, незважаючи на те, що він є очевидним лиходієм, який працює з героями.
1. ↑  Brian Tong (7 жовтня 2022), Mortal Kombat's 30th Anniversary Interview w/ Ed Boon! New Secrets Revealed!, процитовано 3 червня 2024
2. ↑  Kroll, Justin (27 серпня 2019). ‘Mortal Kombat’ Reboot Finds Its Shang Tsung and Scorpion (EXCLUSIVE). Variety (амер.). Процитовано 13 січня 2025.
3. ↑  Top 25 Evil Masterminds of All Time Gallery and Images - GameDaily. web.archive.org. 9 грудня 2008. Архів оригіналу за 9 грудня 2008. Процитовано 9 червня 2024.{{cite web}}:  Обслуговування CS1: bot: Сторінки з посиланнями на джерела, де статус оригінального URL невідомий (посилання)
4. ↑  published, Mikel Reparaz (13 квітня 2009). The Top 7… villains that never stay dead. gamesradar (англ.). Процитовано 9 червня 2024.
5. ↑  published, GamesRadar_ US (14 квітня 2007). Ten greatest things about Mortal Kombat. gamesradar (англ.). Процитовано 9 червня 2024.
6. ↑  Shang Tsung is number 97 - IGN. web.archive.org. 9 травня 2010. Архів оригіналу за 9 травня 2010. Процитовано 9 червня 2024. [Архівовано 2010-05-09 у Wayback Machine.]
7. ↑  Jasper, Gavin (8 лютого 2021). 50 Best Fighting Game Final Bosses from Street Fighter, Mortal Kombat, Tekken, and More. Den of Geek (амер.). Процитовано 9 червня 2024.
8. ↑  PDF.js viewer (PDF). library.oapen.org. Процитовано 9 червня 2024.
9. 1 2  Top 10 Old School Mortal Kombat Characters: Page 2. web.archive.org. 7 січня 2016. Архів оригіналу за 7 січня 2016. Процитовано 9 червня 2024.{{cite web}}:  Обслуговування CS1: bot: Сторінки з посиланнями на джерела, де статус оригінального URL невідомий (посилання)
10. ↑  Best, "Mortal Kombat", Finishing Moves, Video Game History | Complex. web.archive.org. 11 грудня 2013. Архів оригіналу за 11 грудня 2013. Процитовано 9 червня 2024.
11. ↑  Ryckert, Dan. Characters That Died Under Our Watch. Game Informer (англ.). Архів оригіналу за 9 червня 2024. Процитовано 9 червня 2024. [Архівовано 2024-06-09 у Wayback Machine.]
12. ↑  IGN: Mortal Kombat: Deadly Alliance Review. web.archive.org. 15 жовтня 2008. Архів оригіналу за 17 березня 2012. Процитовано 9 червня 2024. [Архівовано 2012-03-17 у Wayback Machine.]
13. ↑  MacReady, Melody (30 липня 2020). Mortal Kombat 1995: 6 Things That Aged Like Fine Wine (& 6 Things That Aged Terribly). ScreenRant (англ.). Процитовано 9 червня 2024.
14. ↑  Vlcek, Lance (24 лютого 2021). Mortal Kombat (1995) Christopher Lambert, Robin Shou - (The Black Sheep). JoBlo (амер.). Процитовано 9 червня 2024.
15. ↑  Schedeen, Jesse (28 вересня 2013). Mortal Kombat: Legacy - Season 2 Review. IGN (англ.). Процитовано 9 червня 2024.
16. ↑  Quesada, Daniel (28 травня 2020). Análisis de Mortal Kombat 11: Aftermath, una expansión con muchos invitados estrella. Hobby Consolas (ісп.). Процитовано 9 червня 2024.
17. ↑  Park, Gene (29 травня 2020). Review | Shang Tsung’s devilish smirk alone is almost worth the price of ‘Mortal Kombat 11: Aftermath’. Washington Post (амер.). ISSN 0190-8286. Процитовано 9 червня 2024.